# Wah-wah
Wah-wah (также сленг: «вау-вау», «квакушка», «квакер», «квак») — собирательный термин для группы звуковых эффектов, обеспечивающих динамическое изменение тембра. Применяется, как правило, к духовым и щипковым музыкальным инструментам. Является звукоподражательным термином.

## Принцип работы
Эффект в 1920-1960 годах реализовался примитивными аппаратными устройствами, и их реализация часто непроизвольно, ввиду ограниченности характеристик элементной базы, использовала также и эффект искажения фазы (фэйзер), а с 1990-х, помимо этого, и программными средствами. По сути устройство является параметрическим фильтром, у которого с помощью манипулятора изменяется центральная частота пика. Нередко в одной реализации совмещают «вау-вау» и дисторшн/овердрайв/фейзер.
Существует[когда?] два основных типа эффекта — с педалью и автовау. Первый управляется педалью глубины эффекта, за счёт чего музыкант может менять звук нециклично; второй же лишь изменяет частоту соответственно уровню входного сигнала, либо с заданной ритмичностью. Существуют реализации, объединяющие оба этих эффекта с множеством других.
Педальные «вау-вау» делят на работающие постоянно и автовыключающиеся. Первую исполнитель сам включает/выключает специальной кнопкой на корпусе, вторые реагируют на постановку ноги на педаль.
Существуют бас-гитарные версии «квакушки», но встречаются они реже.

## История
В 1965 году во время записи альбома «Help!» «вау-вау» использовал[где?] Джордж Харрисон, а в 1970 году он использовал название Wah-Wah для песни, отражающей его нестабильное состояние. 
«Вау-вау» был элементом фирменного звучания Джими Хендрикса. В 1970-е годы эффект широко использовался в фанке и диско, став характерной и легкоузнаваемой особенностью этих жанров.
«Wah-wah» использовали многие гитаристы, к примеру — Джефф Бек, Джимми Пейдж, Рихард Круспе, Закк Уайлд, Кирк Ли Хэмметт, Джон Петруччи, Ингви Мальмстин, Слэш, Сергей Маврин, Кенни Уэйн Шеппард, Мик Бокс, Том Морелло, Джон Фрушанте и многие другие. 
Одним из первых бас-гитаристов, использующих эффект, был Гизер Батлер (во вступлении в «N.I.B.»), позже Клифф Бёртон («Metallica») использовал «вау-вау» во вступлении композиции «For Whom the Bell Tolls», а также в «(Anesthesia) Pulling Teeth».
Основные производители аппаратных реализаций «вау-вау» — Dunlop, Morley, Vox, Boss.